# Complexe sportif et d'exposition Heydar-Aliyev
Le complexe sportif et d'exposition Heydar-Aliyev est le principal espace d'exposition de Bakou en Azerbaïdjan. Nommé d'après un ancien président avec un grand culte de la personnalité, il est localisé sur l'avenue Tbilissi, entre l'hôtel Hyatt et le Grand Hôtel Europe. Depuis son ouverture en 1990, il a accueilli quarante compétitions internationales dans différents sports. Comprenant 7 800 places et étant la plus grande installation sportive d'Azerbaïdjan, le complexe offre toutes les conditions nécessaires pour accueillir de grandes compétitions internationales majeures.
La construction du bâtiment a débuté en 1977, mais elle ne s'est terminée qu'en 1990. En 2006–2007, le bâtiment a été entièrement rénové pour un coût de 13,5 millions de dollars américains. Le complexe dispose actuellement d'une superficie de 18 000 m2. Le complexe a été sélectionné pour accueillir le Concours Eurovision de la danse 2010 qui a été reportée à une date indéterminée.

## Évènements sportifs notables
- Championnats d'Europe de gymnastique rythmique 2007 et 2009
- Championnats du monde de gymnastique rythmique 2005
- Championnats du monde de lutte 2007
- Championnats d'Europe de taekwondo 2007
- Championnats du monde de boxe amateur 2011